# Georg Schütte (Politiker)
Georg Schütte (* 15. August 1895 in München; † 23. Januar 1959 in Garmisch-Partenkirchen) war ein deutscher Politiker der SPD, Landtagsabgeordneter und Bürgermeister.

## Leben und Beruf
Schütte wuchs als Sohn eines Werkführers in München auf, seine Mutter starb, als er 15 Jahre alt war. Er besuchte die Volks- die Handlungsgehilfen- und die kaufmännische Berufsschule und ließ sich zum Elektrokaufmann ausbilden. Daraufhin war er im technischen Büro der Siemens-Schuckertwerke in München tätig.
1912 ging er nach Partenkirchen, im Elektrizitätswerk Partnach übernahm er die Buchhaltung und die Lagerführung, später wurde er deren Geschäftsführer. 1925 machte er sich mit einem Zigarren-Spezialgeschäft selbstständig, ein Jahr später gründete er die Firma Werdenfelser Kohlenbetrieb. Nachdem er bereits dem vorbereitenden Ausschuss der Wankbahn und der Eckbauerbahn angehörte, wurde er 1929 in den ersten Aufsichtsrat der Wankbahn AG berufen, von 1945 bis 1952 gehörte er dort dem Vorstand an. Auch war er vor 1933 Vorsitzender des Vorstands der Allgemeinen Ortskrankenkasse im Bezirksamt Garmisch.
Schütte war mit Anna, geborene Diller, verheiratet. Aus dieser Ehe gingen eine Tochter und ein Sohn hervor, letzterer fiel 1941 bei Murmansk.
In den Fünfzigern war er Vorsitzender des Skiclubs Partenkirchen und Präsident des SC Riessersee.

## Politik
1911 trat Schütte sowohl in die SPD als auch in die Freie Gewerkschaft ein, in beiden Organisationen war er als Funktionär aktiv. 1924 wurde er in den Gemeinderat von Partenkirchen sowie den Bezirkstag in Garmisch gewählt. 1929 wurde er zum zweiten Bürgermeister der Gemeinde Partenkirchen gewählt. Von diesem wie von einigen weiteren öffentlichen Ämtern trat er 1933 aufgrund der politischen Entwicklungen zurück.
Nach dem Krieg wurde er 1945 von der Militärregierung zum Bürgermeister der Marktgemeinde Garmisch-Partenkirchen ernannt. Im Jahr darauf gehörte er dem Beratenden Landesausschuss (auch Vorparlament genannt) an. Wenig später wurde er bei der Landtagswahl in den ersten Bayerischen Landtag der Nachkriegszeit gewählt, dem er eine Wahlperiode lang bis 1950 angehörte. Er war Vertreter der Stimmkreise Garmisch-Partenkirchen, Bad Tölz, Schongau und Starnberg. Bei den Wahlen 1950 und 1954 kandidierte er erneut für den Landtag, diesmal ohne Erfolg. Für die Bundestagswahl 1953 wurde er als Direktkandidat vorgeschlagen, dies lehnte er jedoch ab.
Daneben wurde er vom Ministerpräsidenten in den Wirtschaftsbeirat beim Bayerischen Staatsministerium für Wirtschaft berufen und gehörte dem Hauptausschuss des Bayerischen Städtebundes an.
1946 wurde Schütte in den Kreistag des Landkreises Garmisch-Partenkirchen gewählt und übernahm dort den Fraktionsvorsitz der SPD. Im selben Jahr kandidierte er für das Amt des Bürgermeisters von Garmisch-Partenkirchen, welches er zuvor bereits kommissarisch ausübte. Der Gemeinderat stimmte jedoch letztlich für Schüttes Stellvertreter Bernhard Lödermann. Zwei Jahre später trat Schütte erneut an und erhielt diesmal die Mehrheit im Gemeinderat. Bei der Wahl 1952, bei der der Bürgermeister erstmals direkt gewählt wurde, kandidierte Schütte für eine weitere Amtszeit. In der Stichwahl unterlag er dem Kandidaten der CSU, Josef Zwerger. 1956 traten beide Kandidaten erneut an, in der Stichwahl setzte sich diesmal Schütte durch. Das Amt des Bürgermeisters bekleidete er bis zu seinem Tode.
Zu Schüttes politischen Schwerpunkten zählten unter anderem der Wiederaufbau der Marktgemeinde Garmisch-Partenkirchen nach dem Zweiten Weltkrieg, die Unterbringung von Heimatvertriebenen und die Förderung des Tourismus. Er setzte sich mehrfach dafür ein, dass Garmisch-Partenkirchen in eine kreisfreie Stadt umgewandelt werden sollte, was letztlich nicht gelang.

## Ehrungen
Im April 1953 erhielt Schütte das Bundesverdienstkreuz verliehen. Nach seinem Tod wurde die Volksschule in Partenkirchen umbenannt in Bürgermeister-Schütte-Schule.